# Steven Naismith
Steven John Naismith, né le 14 septembre 1986 à Irvine, est un footballeur international écossais qui évolue au poste d'attaquant reconverti entraîneur. Il fait partie du Tableau d'honneur de l'équipe d'Écosse de football, où figurent les internationaux ayant reçu plus de 50 sélections pour l'Écosse, étant inclus en novembre 2019.

## Biographie

### Jeunesse
Steven Naismith étudie à l'école primaire de Lainshaw puis à l'Académie Steawarton. Il s'entraîne parallèlement avec l'équipe junior locale : Steawarton Annick. Il joue ensuite plusieurs années pour les juniors de Kilmarnock avant de signer avec l'équipe senior quelques années plus tard.

### Kilmarnock FC
Il commence sa carrière professionnelle en 2003-2004 en tant que remplaçant pour le club de Kilmarnock en avril 2004. Parallèlement, il prend petit à petit une place importante dans l'effectif des moins de 19 ans de Kilmarnock, club pour lequel il contribue grandement à la victoire en Scottish Youth Cup 1-0 face aux Glasgow Rangers. Il marque son premier but pour l'équipe senior en février 2005. 
En 2005-2006, il gagne le Scottish Football Writers (meilleur jeune de l'année) grâce notamment à son impressionnante efficacité devant les buts (13 buts marqués). Il joue avec le numéro 7 pour Kilmarnock en tant qu'attaquant mais il peut aussi évoluer sur le côté gauche au milieu de terrain. 
Il marque son premier coup du chapeau en janvier 2007 lors de la victoire 3-0 de son club en coupe d'Écosse. En avril de cette même année, Steven Naismith reçoit le titre de meilleur jeune joueur écossais de l'année grâce à ses nombreux efforts durant la saison 2006-07.
Le 4 juin 2007, son club annonce avoir reçu une offre avoisinant les 400 000 £ de la part des Glasgow Rangers pour obtenir l'attaquant. Kilmarnock trouve l'offre dérisoire étant donné le talent du joueur et refuse catégoriquement de vendre son joyau. Cependant, le 26 juillet, Naismith demande officiellement d'être transféré par son club. Son agent attaque Kilmarnock pour ne pas permettre à son joueur de « réaliser un de ses rêves d'enfance » et que cela est le seul transfert dont il puisse rêver. L'histoire éclate auprès de la BBC. qui fait un petit scandale. Kilmarnock aurait accepté une offre avoisinant les 2 millions £ de la part de leurs vieux rivaux celtiques. Peu après, Naismith retire sa demande de transfert.

### Rangers FC
Le 31 août 2007, Sky sport annonce officiellement que Kilmarnock a accepté une offre des Glasgow Rangers de 1,9 million £. Le contrat aurait été signé seulement 19 secondes avant la fin du mercato estival (donc de la fin des transferts). Il fait sa première apparition sous le maillot des Rangers le jour suivant lors des sept dernières minutes du match. Il marque son premier but pour les Rangers le 23 septembre 2007 lors de la victoire de son club 3-0 face au FC Aberdeen.
Le 20 avril 2008, Naismith est blessé lors de la demi-finale de la coupe d'Écosse face à St-Johnstone. Il est ensuite opéré en mai et il reste indisponible jusqu'à la fin de la saison. Il  recommence à jouer en décembre 2008 avec l'équipe réserve des Rangers contre l'équipe de St-Mirren.
Le 29 octobre 2011, alors qu'il a inscrit neuf buts en onze matchs de championnat, il se rompt les ligaments croisés antérieurs dans un match de championnat, mettant ainsi un terme à sa saison.

### Everton FC
Le 4 juillet 2012, il signe un contrat de quatre ans en faveur d'Everton.
Le 12 septembre 2015, Steven Naismith réalise un triplé en championnat contre le Chelsea FC. Alors qu'il entre en jeu en début de match à la suite de la blessure de Muhamed Bešić, Naismith inscrit donc trois buts, et permet à son équipe de s'imposer (3-1 score final).

### Norwich City
Le 19 janvier 2016, Naismith s'engage pour trois ans et demi avec Norwich City. Le 23 janvier, il marque lors de son premier match sous ses nouvelles couleurs contre Liverpool au cours d'un match accroché et gagné 5-4 par les Reds à la dernière seconde de la rencontre.

### Prêts et transfert à Heart of Midlothian
Le 18 janvier 2018, Naismith est prêté à Heart of Midlothian jusqu'à la fin de la saison. Il inscrit quatre buts en seize matchs avec le club écossais avant de retrouver Norwich à l'issue de la saison.
Le 6 juillet 2018, le milieu écossais est de nouveau prêté à Heart of Midlothian, cette fois pour une durée d'une saison. Il inscrit cette fois quatorze buts en vingt-sept rencontres
Il s'engage définitivement avec le club écossais le 1er août 2019.

### Carrière internationale
Steven Naismith marque pour la première fois avec l'équipe des moins de 21 ans de l'Écosse en mars 2006 lors de la victoire 4-0 sur l'Islande. Le même mois, il  marque également pour la première fois avec l'équipe B d'Écosse contre la Turquie (défaite 3-2).
Le 1er juin 2007, il est appelé en équipe d'Écosse pour la première fois et fait ses débuts en tant que remplaçant lors de la victoire 2-0 sur les îles Féroé. Le 21 août 2007, Naismith devient le capitaine de l'équipe d'Écosse -21 et marque dès la 4e minute face à la République tchèque (victoire 1-0).

## Palmarès

### En club
- Rangers FC
  - Championnat d'Écosse en 2009, 2010 et 2011.
  - Vainqueur de la Coupe d'Écosse en 2009.
  - Vainqueur de la Coupe de la Ligue écossaise en 2010 et 2011.

- Heart of Midlothian
  - Champion d'Écosse de D2 en 2021.

### Distinctions personnelles
- Joueur du mois de Scottish Premier League en mars 2006, octobre 2010 et septembre 2018.
- Membre de l'équipe-type de Scottish Premier League en 2011.